# Campeonato Asiático de Voleibol Masculino Sub-16 de 2023
O Campeonato Asiático de Voleibol Masculino Sub-16 de 2023 foi a 1.ª edição deste torneio bienal organizado pela Confederação Asiática de Voleibol (AVC) em parceria com a Federação Uzbeque de Voleibol (FUV). A competição ocorreu entre os dias 22 e 29 de julho, na cidade de Tasquente, capital do Uzbequistão.
O Irã conquistou o título inaugural da competição ao vencer na final a seleção anfitriã do campeonato. Na disputa pelo terceiro lugar, Taipé Chinês completou o pódio da competição ao vencer a equipe do Paquistão por 3 sets a 1. O ponteiro iraniano Khoshhaldashliboroun Mohammadraouf foi eleito o melhor jogador do torneio.

## Equipes participantes
As seguintes seleções foram qualificadas a disputar o Campeonato Asiático Sub-16 de 2023.
| Grupo A     | Grupo B   | Grupo C        | Grupo D      |
| ----------- | --------- | -------------- | ------------ |
| Uzbequistão | Bahrein*  | Arábia Saudita | Kuwait*      |
| Cazaquistão | Índia*    | Irã            | Paquistão    |
| Hong Kong   | Tailândia | Japão          | Mongólia     |
| —           | Austrália | China          | Taipé Chinês |

* Desistência.

## Locais das partidas
| Tasquente, Uzbequistão       | Tasquente, Uzbequistão |
| ---------------------------- | ---------------------- |
| Complexo Esportivo Yunusobod |                        |
| Yunusobod                    | JAR                    |
|                              |                        |
| Capacidade: Desconhecida     |                        |

## Formato da disputa
Todas as 12 equipes participantes foram divididas em 4 grupos. Na fase preliminar, as 2 melhores equipes de cada grupo avançaram para os Grupos E e F, e as demais para o Grupo G, para a rodada de classificação do 9º ao 12º lugar.
Na fase classificatória, as equipes jogaram partidas cruzadas para determinar as duas melhores equipes dos Grupos E e F para se qualificarem para as semifinais, enquanto as equipes que finalizaram em terceiro e quarto lugar em cada grupo foram alocadas para a rodada de classificação do 5º ao 8º lugar.

### Critérios de desempate
1. Número de vitórias
2. Número de pontos
3. Razão dos sets
4. Razão dos pontos
5. Resultado da última partida entre os times empatados

Partidas terminadas em 3–0 ou 3–1: 3 pontos para o vencedor, 0 pontos para o perdedor;

Partidas terminadas em 3–2: 2 pontos para o vencedor, 1 ponto para o perdedor.

## Fase preliminar
- Todas as partidas seguiram o horário local (UTC+5).

|  | Qualificado para o Grupo E |
|  | Qualificado para o Grupo F |
|  | Qualificado para o Grupo G |

### Grupo A
|     |             |     | Jogos | Jogos | Jogos | Resultados | Resultados | Resultados | Resultados | Resultados | Resultados | Sets | Sets | Sets  | Pontos | Pontos | Pontos |
| Pos | Equipe      | Pts | T     | V     | D     | 3–0        | 3–1        | 3–2        | 2–3        | 1–3        | 0–3        | V    | P    | R     | V      | P      | R      |
| --- | ----------- | --- | ----- | ----- | ----- | ---------- | ---------- | ---------- | ---------- | ---------- | ---------- | ---- | ---- | ----- | ------ | ------ | ------ |
| 1   | Uzbequistão | 6   | 2     | 2     | 0     | 2          | 0          | 0          | 0          | 0          | 0          | 6    | 0    | MAX   | 150    | 108    | 1.389  |
| 2   | Cazaquistão | 3   | 2     | 1     | 1     | 1          | 0          | 0          | 0          | 0          | 1          | 3    | 3    | 1,000 | 135    | 129    | 1.047  |
| 3   | Hong Kong   | 0   | 2     | 0     | 2     | 0          | 0          | 0          | 0          | 0          | 2          | 0    | 6    | 0,000 | 102    | 150    | 0.680  |

| Data   | Hora  |             | Placar |             | Set 1 | Set 2 | Set 3 | Set 4 | Set 5 | Total | Relatório |
| ------ | ----- | ----------- | ------ | ----------- | ----- | ----- | ----- | ----- | ----- | ----- | --------- |
| 22 jul | 17:30 | Hong Kong   | 0–3    | Uzbequistão | 15–25 | 16–25 | 17–25 |       |       | 48–75 | Relatório |
| 23 jul | 15:00 | Cazaquistão | 3–0    | Hong Kong   | 25–21 | 25–15 | 25–18 |       |       | 75–54 | Relatório |
| 24 jul | 17:30 | Uzbequistão | 3–0    | Cazaquistão | 25–21 | 25–19 | 25–20 |       |       | 75–60 | Relatório |

### Grupo B
|     |           |     | Jogos | Jogos | Jogos | Resultados | Resultados | Resultados | Resultados | Resultados | Resultados | Sets | Sets | Sets  | Pontos | Pontos | Pontos |
| Pos | Equipe    | Pts | T     | V     | D     | 3–0        | 3–1        | 3–2        | 2–3        | 1–3        | 0–3        | V    | P    | R     | V      | P      | R      |
| --- | --------- | --- | ----- | ----- | ----- | ---------- | ---------- | ---------- | ---------- | ---------- | ---------- | ---- | ---- | ----- | ------ | ------ | ------ |
| 1   | Tailândia | 3   | 1     | 1     | 0     | 0          | 1          | 0          | 0          | 0          | 0          | 3    | 1    | 3,000 | 96     | 75     | 1.280  |
| 2   | Austrália | 0   | 1     | 0     | 1     | 0          | 0          | 0          | 0          | 1          | 0          | 1    | 3    | 0.333 | 75     | 96     | 0.781  |

| Data   | Hora  |           | Placar |           | Set 1 | Set 2 | Set 3 | Set 4 | Set 5 | Total | Relatório |
| ------ | ----- | --------- | ------ | --------- | ----- | ----- | ----- | ----- | ----- | ----- | --------- |
| 24 jul | 10:00 | Austrália | 1–3    | Tailândia | 17–25 | 25–21 | 18–25 | 15–25 |       | 75–96 | Relatório |

### Grupo C
|     |                |     | Jogos | Jogos | Jogos | Resultados | Resultados | Resultados | Resultados | Resultados | Resultados | Sets | Sets | Sets  | Pontos | Pontos | Pontos |
| Pos | Equipe         | Pts | T     | V     | D     | 3–0        | 3–1        | 3–2        | 2–3        | 1–3        | 0–3        | V    | P    | R     | V      | P      | R      |
| --- | -------------- | --- | ----- | ----- | ----- | ---------- | ---------- | ---------- | ---------- | ---------- | ---------- | ---- | ---- | ----- | ------ | ------ | ------ |
| 1   | Irã            | 8   | 3     | 3     | 0     | 2          | 0          | 1          | 0          | 0          | 0          | 9    | 2    | 4.500 | 260    | 201    | 1.294  |
| 2   | Japão          | 7   | 3     | 2     | 1     | 1          | 1          | 0          | 1          | 0          | 0          | 8    | 4    | 2,000 | 273    | 232    | 1.177  |
| 3   | China          | 3   | 3     | 1     | 2     | 1          | 0          | 0          | 0          | 1          | 1          | 4    | 6    | 0.667 | 226    | 228    | 0.991  |
| 4   | Arábia Saudita | 0   | 3     | 0     | 3     | 0          | 0          | 0          | 0          | 0          | 3          | 0    | 9    | 0,000 | 127    | 225    | 0.564  |

| Data   | Hora  |                | Placar |                | Set 1 | Set 2 | Set 3 | Set 4 | Set 5 | Total   | Relatório |
| ------ | ----- | -------------- | ------ | -------------- | ----- | ----- | ----- | ----- | ----- | ------- | --------- |
| 22 jul | 10:30 | Arábia Saudita | 0–3    | China          | 19–25 | 20–25 | 12–25 |       |       | 51–75   | Relatório |
| 22 jul | 15:00 | Irã            | 3–2    | Japão          | 22–25 | 17–25 | 25–20 | 25–22 | 15–10 | 104–102 | Relatório |
| 23 jul | 12:30 | Japão          | 3–0    | Arábia Saudita | 25–18 | 25–18 | 25–10 |       |       | 75–46   | Relatório |
| 23 jul | 17:30 | Irã            | 3–0    | China          | 31–29 | 25–17 | 25–23 |       |       | 81–69   | Relatório |
| 24 jul | 12:30 | China          | 1–3    | Japão          | 16–25 | 25–21 | 18–25 | 23–25 |       | 82–96   | Relatório |
| 24 jul | 15:00 | Irã            | 3–0    | Arábia Saudita | 25–12 | 25–6  | 25–12 |       |       | 75–30   | Relatório |

### Grupo D
|     |              |     | Jogos | Jogos | Jogos | Resultados | Resultados | Resultados | Resultados | Resultados | Resultados | Sets | Sets | Sets  | Pontos | Pontos | Pontos |
| Pos | Equipe       | Pts | T     | V     | D     | 3–0        | 3–1        | 3–2        | 2–3        | 1–3        | 0–3        | V    | P    | R     | V      | P      | R      |
| --- | ------------ | --- | ----- | ----- | ----- | ---------- | ---------- | ---------- | ---------- | ---------- | ---------- | ---- | ---- | ----- | ------ | ------ | ------ |
| 1   | Paquistão    | 6   | 2     | 2     | 0     | 2          | 0          | 0          | 0          | 0          | 0          | 6    | 0    | MAX   | 150    | 88     | 1.705  |
| 2   | Taipé Chinês | 3   | 2     | 1     | 1     | 1          | 0          | 0          | 0          | 0          | 1          | 3    | 3    | 1,000 | 124    | 111    | 1.117  |
| 3   | Mongólia     | 0   | 1     | 0     | 1     | 0          | 0          | 0          | 0          | 0          | 1          | 0    | 3    | 0,000 | 75     | 150    | 0.500  |

| Data   | Hora  |              | Placar |              | Set 1 | Set 2 | Set 3 | Set 4 | Set 5 | Total | Relatório |
| ------ | ----- | ------------ | ------ | ------------ | ----- | ----- | ----- | ----- | ----- | ----- | --------- |
| 22 jul | 12:30 | Taipé Chinês | 0–3    | Paquistão    | 15–25 | 18–25 | 16–25 |       |       | 49–75 | Relatório |
| 23 jul | 10:00 | Mongólia     | 0–3    | Taipé Chinês | 20–25 | 12–25 | 4–25  |       |       | 36–75 | Relatório |
| 24 jul | 15:00 | Paquistão    | 3–0    | Mongólia     | 25–9  | 25–17 | 25–13 |       |       | 75–39 | Relatório |

## Fase classificatória
- Todas as partidas seguiram o horário local (UTC+5).
- Os resultados e os pontos das partidas entre as mesmas equipes que se enfrentaram na fase preliminar foram levados em consideração para a fase classificatória.

|  | Qualificado para as semifinais              |
|  | Qualificado para a disputa do 5º – 8º lugar |

### Grupo E
|     |             |     | Jogos | Jogos | Jogos | Resultados | Resultados | Resultados | Resultados | Resultados | Resultados | Sets | Sets | Sets  | Pontos | Pontos | Pontos |
| Pos | Equipe      | Pts | T     | V     | D     | 3–0        | 3–1        | 3–2        | 2–3        | 1–3        | 0–3        | V    | P    | R     | V      | P      | R      |
| --- | ----------- | --- | ----- | ----- | ----- | ---------- | ---------- | ---------- | ---------- | ---------- | ---------- | ---- | ---- | ----- | ------ | ------ | ------ |
| 1   | Irã         | 8   | 3     | 3     | 0     | 0          | 2          | 1          | 0          | 0          | 0          | 9    | 4    | 2.250 | 305    | 266    | 1.147  |
| 2   | Uzbequistão | 4   | 3     | 1     | 2     | 1          | 0          | 0          | 1          | 1          | 0          | 6    | 6    | 1,000 | 264    | 271    | 0.974  |
| 3   | Cazaquistão | 3   | 3     | 1     | 2     | 1          | 0          | 0          | 0          | 1          | 1          | 4    | 6    | 0.667 | 216    | 234    | 0.923  |
| 4   | Japão       | 3   | 3     | 1     | 2     | 0          | 0          | 1          | 1          | 0          | 1          | 5    | 8    | 0.625 | 271    | 285    | 0.951  |

| Data   | Hora  |             | Placar |       | Set 1 | Set 2 | Set 3 | Set 4 | Set 5 | Total   | Relatório |
| ------ | ----- | ----------- | ------ | ----- | ----- | ----- | ----- | ----- | ----- | ------- | --------- |
| 26 jul | 10:00 | Cazaquistão | 1–3    | Irã   | 15–25 | 25–23 | 20–25 | 19–25 |       | 79–98   | Relatório |
| 26 jul | 17:30 | Uzbequistão | 2–3    | Japão | 22–25 | 19–25 | 25–23 | 25–20 | 13–15 | 104–108 | Relatório |
| 27 jul | 15:00 | Cazaquistão | 3–0    | Japão | 25–18 | 25–18 | 27–25 |       |       | 77–61   | Relatório |
| 27 jul | 17:30 | Uzbequistão | 1–3    | Irã   | 26–24 | 17–25 | 15–25 | 27–29 |       | 85–103  | Relatório |

### Grupo F
|     |              |     | Jogos | Jogos | Jogos | Resultados | Resultados | Resultados | Resultados | Resultados | Resultados | Sets | Sets | Sets  | Pontos | Pontos | Pontos |
| Pos | Equipe       | Pts | T     | V     | D     | 3–0        | 3–1        | 3–2        | 2–3        | 1–3        | 0–3        | V    | P    | R     | V      | P      | R      |
| --- | ------------ | --- | ----- | ----- | ----- | ---------- | ---------- | ---------- | ---------- | ---------- | ---------- | ---- | ---- | ----- | ------ | ------ | ------ |
| 1   | Paquistão    | 9   | 3     | 3     | 0     | 3          | 0          | 0          | 0          | 0          | 0          | 9    | 0    | MAX   | 225    | 139    | 1.619  |
| 2   | Taipé Chinês | 5   | 3     | 2     | 1     | 1          | 0          | 1          | 0          | 0          | 1          | 6    | 5    | 1.200 | 232    | 208    | 1.115  |
| 3   | Tailândia    | 4   | 3     | 1     | 2     | 0          | 1          | 0          | 1          | 0          | 1          | 5    | 7    | 0.714 | 244    | 258    | 0.946  |
| 4   | Austrália    | 0   | 3     | 0     | 3     | 0          | 0          | 0          | 0          | 1          | 2          | 1    | 9    | 0.111 | 150    | 246    | 0.610  |

| Data   | Hora  |           | Placar |              | Set 1 | Set 2 | Set 3 | Set 4 | Set 5 | Total   | Relatório |
| ------ | ----- | --------- | ------ | ------------ | ----- | ----- | ----- | ----- | ----- | ------- | --------- |
| 26 jul | 12:30 | Tailândia | 3–2    | Taipé Chinês | 25–16 | 26–28 | 16–25 | 26–24 | 15–11 | 108–104 | Relatório |
| 26 jul | 15:00 | Austrália | 0–3    | Paquistão    | 13–25 | 19–25 | 14–25 |       |       | 46–75   | Relatório |
| 27 jul | 10:00 | Austrália | 0–3    | Taipé Chinês | 1–25  | 11–25 | 17–25 |       |       | 29–75   | Relatório |
| 27 jul | 12:30 | Tailândia | 0–3    | Paquistão    | 9–25  | 16–25 | 19–25 |       |       | 44–75   | Relatório |

### Grupo G
|     |                |     | Jogos | Jogos | Jogos | Resultados | Resultados | Resultados | Resultados | Resultados | Resultados | Sets | Sets | Sets  | Pontos | Pontos | Pontos |
| Pos | Equipe         | Pts | T     | V     | D     | 3–0        | 3–1        | 3–2        | 2–3        | 1–3        | 0–3        | V    | P    | R     | V      | P      | R      |
| --- | -------------- | --- | ----- | ----- | ----- | ---------- | ---------- | ---------- | ---------- | ---------- | ---------- | ---- | ---- | ----- | ------ | ------ | ------ |
| 1   | China          | 9   | 3     | 3     | 0     | 2          | 1          | 0          | 0          | 0          | 0          | 9    | 1    | 9,000 | 247    | 187    | 1.321  |
| 2   | Mongólia       | 6   | 3     | 2     | 1     | 1          | 1          | 0          | 0          | 0          | 1          | 6    | 4    | 1.500 | 227    | 202    | 1.124  |
| 3   | Hong Kong      | 3   | 3     | 1     | 2     | 1          | 0          | 0          | 0          | 1          | 1          | 4    | 6    | 0.667 | 200    | 238    | 0.840  |
| 4   | Arábia Saudita | 0   | 3     | 0     | 3     | 0          | 0          | 0          | 0          | 1          | 2          | 1    | 9    | 0.111 | 195    | 242    | 0.806  |

| Data   | Hora  |           | Placar |                | Set 1 | Set 2 | Set 3 | Set 4 | Set 5 | Total | Relatório |
| ------ | ----- | --------- | ------ | -------------- | ----- | ----- | ----- | ----- | ----- | ----- | --------- |
| 26 jul | 12:30 | Hong Kong | 3–0    | Arábia Saudita | 25–23 | 25–21 | 25–23 |       |       | 75–67 | Relatório |
| 26 jul | 15:00 | Mongólia  | 0–3    | China          | 24–26 | 17–25 | 19–25 |       |       | 60–76 | Relatório |
| 27 jul | 12:30 | Hong Kong | 1–3    | China          | 21–25 | 15–25 | 25–21 | 15–25 |       | 76–96 | Relatório |
| 27 jul | 15:00 | Mongólia  | 3–1    | Arábia Saudita | 17–25 | 25–19 | 25–17 | 25–16 |       | 92–77 | Relatório |
| 28 jul | 15:00 | Hong Kong | 0–3    | Mongólia       | 15–25 | 15–25 | 19–25 |       |       | 49–75 | Relatório |

## Fase final
- Todas as partidas seguiram o horário local (UTC+5).

### 5º – 8º lugar
|  | 5º – 8º lugar | 5º – 8º lugar |              |   | Quinto lugar | Quinto lugar |
|  |               |               |              |   |              |              |
|  | 28 jul        |               |              |   |              |              |
|  |               |               |              |   |              |              |
|  | Cazaquistão   | 3             |              |   |              |              |
|  | Cazaquistão   | 3             | 29 jul       |   |              |              |
|  | Austrália     | 1             |              |   |              |              |
|  | Austrália     | 1             | Cazaquistão  | 0 |              |              |
|  | 28 jul        |               | Cazaquistão  | 0 |              |              |
|  |               | Japão         | 3            |   |              |              |
|  | Japão         | Japão         | 3            | 3 |              |              |
|  | Japão         |               |              | 3 |              |              |
|  | Tailândia     | 2             |              |   |              |              |
|  | Tailândia     | 2             | Sétimo lugar |   |              |              |
|  |               |               |              |   |              |              |
|  | 29 jul        |               |              |   |              |              |
|  |               |               |              |   |              |              |
|  | Austrália     | 1             |              |   |              |              |
|  | Austrália     | 1             |              |   |              |              |
|  | Tailândia     | 3             |              |   |              |              |

#### 5º – 8º lugar
| Data   | Hora  |             | Placar |           | Set 1 | Set 2 | Set 3 | Set 4 | Set 5 | Total  | Relatório |
| ------ | ----- | ----------- | ------ | --------- | ----- | ----- | ----- | ----- | ----- | ------ | --------- |
| 28 jul | 10:00 | Cazaquistão | 3–1    | Austrália | 25–20 | 26–24 | 28–30 | 25–17 |       | 104–91 | Relatório |
| 28 jul | 12:30 | Japão       | 3–2    | Tailândia | 17–25 | 25–15 | 22–25 | 25–18 | 15–9  | 104–92 | Relatório |

#### Sétimo lugar
| Data   | Hora  |           | Placar |           | Set 1 | Set 2 | Set 3 | Set 4 | Set 5 | Total | Relatório |
| ------ | ----- | --------- | ------ | --------- | ----- | ----- | ----- | ----- | ----- | ----- | --------- |
| 29 jul | 10:00 | Austrália | 1–3    | Tailândia | 21–25 | 25–22 | 24–26 | 23–25 |       | 93–98 | Relatório |

#### Quinto lugar
| Data   | Hora  |             | Placar |       | Set 1 | Set 2 | Set 3 | Set 4 | Set 5 | Total | Relatório |
| ------ | ----- | ----------- | ------ | ----- | ----- | ----- | ----- | ----- | ----- | ----- | --------- |
| 29 jul | 12:30 | Cazaquistão | 0–3    | Japão | 12–25 | 20–25 | 18–25 |       |       | 50–75 | Relatório |

### Semifinais
|  | Semifinais   | Semifinais  |                |   | Final | Final |
|  |              |             |                |   |       |       |
|  | 28 jul       |             |                |   |       |       |
|  |              |             |                |   |       |       |
|  | Irã          | 3           |                |   |       |       |
|  | Irã          | 3           | 29 jul         |   |       |       |
|  | Taipé Chinês | 2           |                |   |       |       |
|  | Taipé Chinês | 2           | Irã            | 3 |       |       |
|  | 28 jul       |             | Irã            | 3 |       |       |
|  |              | Uzbequistão | 1              |   |       |       |
|  | Uzbequistão  | Uzbequistão | 1              | 3 |       |       |
|  | Uzbequistão  |             |                | 3 |       |       |
|  | Paquistão    | 1           |                |   |       |       |
|  | Paquistão    | 1           | Terceiro lugar |   |       |       |
|  |              |             |                |   |       |       |
|  | 29 jul       |             |                |   |       |       |
|  |              |             |                |   |       |       |
|  | Taipé Chinês | 3           |                |   |       |       |
|  | Taipé Chinês | 3           |                |   |       |       |
|  | Paquistão    | 1           |                |   |       |       |

#### Semifinais
| Data   | Hora  |             | Placar |              | Set 1 | Set 2 | Set 3 | Set 4 | Set 5 | Total   | Relatório |
| ------ | ----- | ----------- | ------ | ------------ | ----- | ----- | ----- | ----- | ----- | ------- | --------- |
| 28 jul | 15:00 | Irã         | 3–2    | Taipé Chinês | 21–25 | 14–25 | 25–22 | 25–17 | 15–13 | 100–102 | Relatório |
| 28 jul | 17:30 | Uzbequistão | 3–1    | Paquistão    | 25–23 | 25–21 | 17–25 | 25–23 |       | 92–92   | Relatório |

#### Terceiro lugar
| Data   | Hora  |              | Placar |           | Set 1 | Set 2 | Set 3 | Set 4 | Set 5 | Total | Relatório |
| ------ | ----- | ------------ | ------ | --------- | ----- | ----- | ----- | ----- | ----- | ----- | --------- |
| 29 jul | 15:00 | Taipé Chinês | 3–1    | Paquistão | 25–13 | 18–25 | 25–23 | 25–22 |       | 93–83 | Relatório |

#### Final
| Data   | Hora  |     | Placar |             | Set 1 | Set 2 | Set 3 | Set 4 | Set 5 | Total | Relatório |
| ------ | ----- | --- | ------ | ----------- | ----- | ----- | ----- | ----- | ----- | ----- | --------- |
| 29 jul | 17:30 | Irã | 3–1    | Uzbequistão | 19–25 | 25–22 | 25–16 | 25–22 |       | 94–85 | Relatório |

## Classificação final
| Posição | Equipe         |
| ------- | -------------- |
|         | Irã            |
|         | Uzbequistão    |
|         | Taipé Chinês   |
| 4       | Paquistão      |
| 5       | Japão          |
| 6       | Cazaquistão    |
| 7       | Tailândia      |
| 8       | Austrália      |
| 9       | China          |
| 10      | Mongólia       |
| 11      | Hong Kong      |
| 12      | Arábia Saudita |

|  | Classificado para o Campeonato Mundial Sub-17 de 2024 |

## Premiações
| Campeonato Asiático Sub-16 de 2023 |
| Irã                                |
| ---------------------------------- |
| Irã Campeão (1.º título)           |

### Individuais
Os atletas que se destacaram individualmente foramː
| - Most Valuable Player (MVP) Khoshhaldashliboroun Mohammadraouf - Melhor oposto Huang Pin-Yen - Melhor levantador Halimov Shohruhxon - Melhor líbero Masoud Eimery | - Melhores ponteiros Khoshhaldashliboroun Mohammadraouf Haydarov Ogabek - Melhores centrais Taha Mohseni Liou Guan-Peng |